# اتیل سینامات
اتیل سینامات (به انگلیسی: Ethyl cinnamate) با فرمول شیمیایی C۱۱H۱۲O۲ یک ترکیب شیمیایی با شناسه پاب‌کم ۶۳۷۷۵۸ است. که جرم مولی آن ۱۷۶٫۲۱ g/mol می‌باشد. 